# Seznam poljskih fotografov
Seznam poljskih fotografov.

## B
- Zdzisław Beksiński
- Jan Berdyszak
- Jan Bułhak

## C
- Michał Cała

## D
- Adam Dulęba

## F
- Maksymilian Fajans
- Marian Fuks

## H
- Ryszard Horowitz
- Michał Huniewicz

## K
- Marcin Kęsek
- Ewa Kuryluk

## M
- Agata Materowicz
- (Bolesław Matuszewski)

## N
- Zofia Nasierowska

## O
- Martin Jan Ogrodnik
- Stanisław Julian Ostroróg

## P
- Jakub Polomski
- (Kazimierz Prószyński)

## R
- Janusz Recław
- Jerzy Rusko

## W
- Paweł Walczak
- Jaroslav Wieczorkiewicz
- Franciszek Wyspiański
- Stanisław Ignacy Witkiewicz - Witkacy

## Z
- Casimir Zagourski
- Jerzy Żak